# Nilay Erdönmez

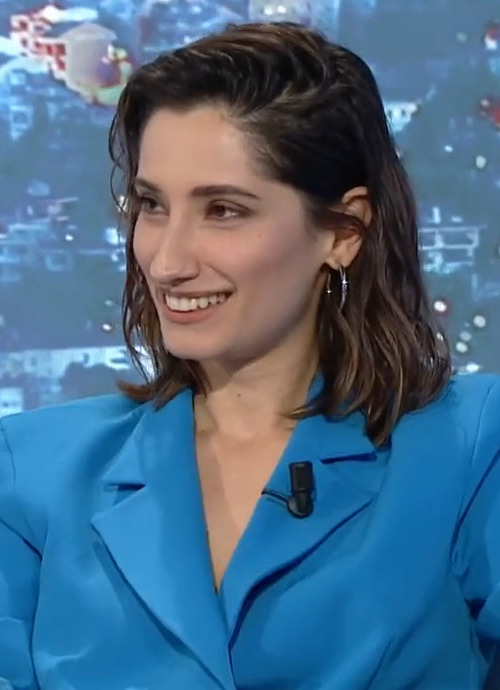
Nilay Erdönmez, 2022

Nilay Erdönmez (* 12. Mai 1986 in Istanbul) ist eine türkische Schauspielerin.

## Leben und Karriere
Erdönmez wurde am 12. Mai 1986 in Istanbul geboren. Sie studierte an der Mimar Sinan Üniversitesi. Ihr Debüt gab sie 2007 in der Fernsehserie Güzel Günler. Danach bekam sie 2012 in dem Film Gözetleme Kulesi die Hauptrolle. 
Außerdem war Erdönmez 2017 in der Serie İstanbullu Gelin zu sehen. Unter anderem trat sie 2018 in der Serie Tehlikeli Karım auf. 2023 wurde sie für die Netflixserie Şahmaran gecastet.

## Filmografie
Filme
- 2012: Gözetleme Kulesi
- 2017: Bütün Saadetler Mümkündür
- 2017: Mezarcı
- 2019: Kapı

Serien
- 2007: Güzel Günler
- 2012: Bir Zamanlar Osmanlı Kıyam
- 2014: Sevdaluk
- 2017: İstanbullu Gelin
- 2018: Tehlikeli Karım
- 2020: Hizmetçiler
- 2023: Şahmaran
- seit 2023: Gülcemal